# 粗首雙齒七鰓鰻
粗首雙齒七鰓鰻（學名：Eudontomyzon vladykovi），為圓口綱七鰓鰻目七鰓鰻科雙齒七鰓鰻屬的一種，分布於歐洲多瑙河上游和中游流域，包括薩瓦河、德拉瓦河和西德拉瓦河，本魚軀幹肌節61-67根，尾鰭透明，呈鏟狀，外側齒呈絨毛狀，非常小，發育不全，體長可達21.2公分，棲息在水質清澈、沙石底質的山路溪流，生活習性不明。